# Friedrich Neste
Friedrich Neste (* 14. Juli 1819 in Völkermarkt; † 22. März 1886 in Villach) war ein österreichischer römisch-katholischer Pfarrer und Politiker.

## Leben
Friedrich Neste war der Sohn des Lehrers Michael Neste (* um 1795; † 10. Januar 1860) und dessen Ehefrau Elisabeth geb. Vaterl (* 5. Januar 1794). Er besuchte das Priesterseminar in Klagenfurt und empfing die Priesterweihe am 30. November 1842. Er wurde Kaplan in Stall, Villach, St. Veit und Klagenfurt. Im Jahr 1862 wurde er Pfarrer in Meiselding und 1868 Stadtpfarrer von Villach. 1872 stieg er zum Dechant des Villacher Dekanatsbezirks auf. Er wurde 1869 zum fürstbischöflichen geistlichen Rat und Konsistorialrat und 1873 zum Ehrenmitglied des katholischen Filialvereins von Lienz ernannt.

## Politik
Vom 24. September 1878 bis zum 29. Mai 1884 war Friedrich Neste Abgeordneter im Kärntner Landtag für den Wahlkreis LGM 5 Villach. Im Landtag war er Mitglied des Verifikationsausschusses und gehörte dem Klub Deutsch-Klerikale an.